# 羅爾夫 (愛荷華州)
羅爾夫（英語：Rolfe）是一個位於美國愛荷華州波卡洪塔斯縣的城市。

## 地理
羅爾夫的座標為42°48′52″N 94°31′48″W / 42.81444°N 94.53000°W，而該地的平均海拔高度為361米（即1185英尺）。

## 人口
根據2010年美國人口普查的數據，羅爾夫的面積為2.72平方千米，當中陸地面積為2.72平方千米，而水域面積為0.00平方千米。當地共有人口584人，而人口密度為每平方千米214人。